# William Hood Simpson
El General William Hood Simpson (18 de mayo de 1888 - 15 de agosto de 1980) fue un distinguido oficial del Ejército de los Estados Unidos, que comandó el Noveno Ejército de los Estados Unidos en el norte de Europa durante la Segunda Guerra Mundial, entre otros destinos.
William Simpson nació el 18 de mayo de 1888 en Weatherford (Texas). Después de graduarse en la Academia Militar de los Estados Unidos en 1909, fue destinado a la infantería. Antes de la participación de los Estados Unidos en la Primera Guerra Mundial, Simpson sirvió dentro del país y en las Filipinas, incluyendo la Expedición Punitiva mexicana en 1916.
Fue promovido a Capitán en mayo de 1917 y sirvió con la 33.ª División a lo largo de toda la Primera Guerra Mundial, recibiendo provisionalmente promociones a mayor y teniente coronel y transformándose en jefe de Estado Mayor de la división.
En el período de Entreguerras, 1919-1941, Simpson llenó puestos de oficina y asistió a escuelas militares, tanto de estudiante como de instructor. Desde 1932 y hasta 1936, sirvió como Profesor de Ciencias Militares en el Pomona College en Claremont, California. A mediados de 1940, fue nombrado para comandar el Noveno de Infantería en Fort Sam Houston, Texas. Antes de que los Estados Unidos entraran en la Segunda Guerra Mundial, había comandado divisiones y recibió la promoción a Mayor General provisional, tomando a la 35.ª División de Camp Robinson, Arkansas, para un entrenamiento en California.

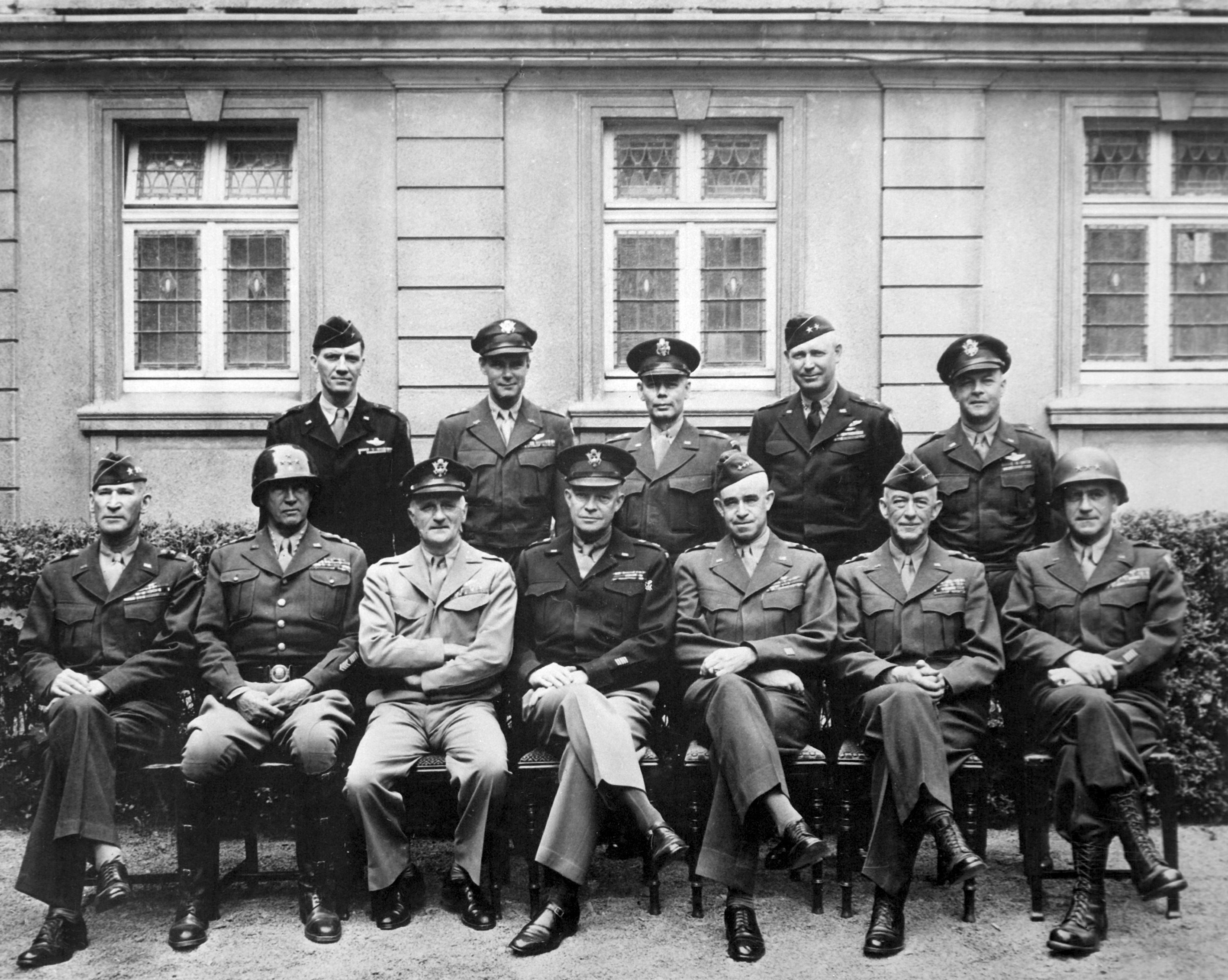
El General Simpson y otros generales estadounidenses del Estado Mayor del Supremo Cuartel General de la Fuerza Expedicionaria Aliada en 1945.

Más ascensos siguieron y en mayo de 1944, como teniente general, Simpson llevó su personal a Bretaña para organizar el Noveno Ejército de los Estados Unidos. Esta unidad fue activada como parte del 12.º Grupo de Ejércitos del General Omar Bradley, el 5 de septiembre en Brest, Francia. Brest fue liberada el 20 de septiembre.
El Noveno Ejército se unió al avance general y después de un mes en las Ardenas, fue desplazado más al norte. En noviembre de 1944 atravesó la Línea Sigfrido y avanzó, en algunos de los más duros combates de la guerra, hacia el Río Roer. En este punto el avance se detuvo, debido a la amenaza que pesaba sobre unas represas río arriba.
Después de la Batalla de las Ardenas, el Noveno Ejército permaneció con el 21.º Grupo de Ejércitos del Mariscal de Campo Bernard Montgomery para el ataque final hacia Alemania.
Como parte de la Operación Plunder, el Rin fue cruzado el 24 de marzo de 1945, al norte del área industrial del Ruhr, y el 19 de abril, el Noveno Ejército se encontró con el 1.er Ejército de Courtney Hodges, completando el rodeo del Ruhr. El 4 de abril volvió al 12.º Grupo de Ejércitos de Bradley.
El Noveno fue el primer ejército estadounidense en cruzar el Elba, el 12 de abril de 1945.
Simpson regresó a los Estados Unidos en junio de 1945. Emprendió una misión a China en julio y posteriormente comandó el Segundo Ejército de los Estados Unidos en Memphis, Tennessee. Pasó a retiro en noviembre de 1946 y, el 19 de julio de 1954, fue ascendido a General en la lista de retirados por una ley especial del Congreso (Ley Pública 83-508).
El General William H. Simpson murió el 15 de agosto de 1980, y está sepultado junto a su esposa en el Cementerio Nacional de Arlington.

## Condecoraciones militares
- Medalla de Servicios Distinguidos con una hoja de roble
- Estrella de Plata
- Legión al Mérito
- Medalla de la Campaña a las Filipinas
- Medalla del Servicio en México
- Medalla a la Victoria en la Primera Guerra Mundial con dos barras
- Medalla del Ejército de Ocupación de Alemania
- Medalla del Servicio en la Defensa Estadounidense
- Medalla de la Campaña Estadounidense
- Medalla de la Campaña en el Asia-Pacífico
- Medalla de la Campaña en Europa, África y el Medio Oriente
- Medalla a la Victoria en la Segunda Guerra Mundial
- Legión de Honor de Francia en el grado de Caballero
- Cruz de Guerra Francesa 1939-1945
- Orden del Imperio Británico